# 1965 w Wojsku Polskim
Kalendarium Wojska Polskiego 1965 – wydarzenia w Wojsku Polskim w roku 1965.

## 1965
- do uzbrojenia Wojska Polskiego wdrożono 7,62 mm karabinek AKM i 9 mm pm wz. 1963
- opracowano plan rozwoju WP na lata 1966–1970[1]
- utworzono stanowisko Głównego Inspektora OT[1]
- wprowadzono kuratorów dla trudnych żołnierzy[1]

## Styczeń
1 stycznia
- przeformowano Wojewódzkie Sztaby Wojskowe (włączono WKW i WK TOPL)[1]
- we wszystkich jednostkach wojskowych rok 1965 ogłoszono „Rokiem kultury sanitarnej”[2]

8–9 stycznia
- w Warszawie odbyło się sympozjum naukowe poświęcone ofensywie Armii Radzieckiej i ludowego Wojska Polskiego w styczniu 1945 r.[2]

18 stycznia
- w Warszawie u ministra obrony narodowej PRL odbyło się spotkanie ministrów obrony państw członkowskich Układu Warszawskiego[2]

19 stycznia
- odbyła się narada Głównego Kwatermistrzostwa Wojska Polskiego poświęcona omówieniu dotychczasowych wyników pracy komórek gospodarczych WP[1]

19–20 stycznia
- w Warszawie odbyły się obrady Doradczego Komitetu Politycznego państw-stron Układu Warszawskiego[2][3][4]

## Luty
- gen. dyw. Wojciech Jaruzelski przejął od gen. broni Jerzego Bordziłowskiego obowiązki szefa Sztabu Generalnego WP[2]
- gen. bryg. Józef Urbanowicz przejął od gen. dyw. Wojciecha Jaruzelskiego obowiązki szefa Głównego Zarządu Politycznego WP[2]
- gen. broni Jerzy Bordziłowski przejął od gen. broni Zygmunta Duszyńskiego obowiązki głównego inspektora szkolenia[2]
- odbyły się uroczystości związane z 20-leciem Pomorskiego, Śląskiego i Warszawskiego Okręgów Wojskowych[2]
- ekipa wojskowa dokonała w Szczecinie operacji transportowej polegającej na przemieszczeniu z dorzecza Odry w głąb lądu pięciu barek morskich o wadze 175 ton każda[2]

8–12 lutego
- w Warszawie odbyło się szkolenie czołowego aktywu partyjno-politycznego[2]

18–24 lutego
- w uroczystościach 20-lecia wyzwolenia Poznania wziął udział marszałek Związku Radzieckiego Wasilij Czujkow, były dowódca 8 Gwardyjskiej Armii[2]

19 lutego
- w Warszawie odbyło się posiedzenie Doradczego Komitetu Politycznego Zjednoczonych Sił Zbrojnych Układu Warszawskiego[1]

## Marzec
9–10 marca
- odbyła się doroczna centralna narada gospodarcza wojska poświęcona ocenie działalności gospodarczej poszczególnych dowództw i szefostw za rok 1964 oraz podsumowaniu wyników realizacji przedsięwzięć w zakresie wdrażania postępu ekonomicznego[2]

19–23 marca
- na zaproszenie KC PZPR przebywał w Polsce wicepremier i minister Rewolucyjnych Sił Zbrojnych Kuby, major Raúl Castro[4][2]

## Kwiecień
naukowcy z Wojskowej Akademii Technicznej w Warszawie skonstruowali pierwsze w Polsce urządzenie laserowe do celów praktycznych
24 kwietnia
- minister obrony narodowej powołał płk. Teodora Kufla na stanowisko szefa Wojskowej Służby Wewnętrznej

28 kwietnia
- powołano: Wojskowy Instytut Łączności, Wojskowy Instytut Techniki Pancernej i Samochodowej oraz Wojskowy Instytut Techniczny Uzbrojenia[1]

21–29 kwietnia
- z wizytą w Polsce przebywał minister obrony Republiki Finlandii Arvo Pentti[2]

## Maj
3–6 maja
- zespół polskich okrętów wojennych w składzie: niszczyciel „Błyskawica” i „Grom” przebywał w Narwiku z wizytą, której celem było złożenie hołdu bohaterom walk o to miasto w 1940 r.[2]

5–6 maja
- odbył się III Krajowy Zjazd Związku Inwalidów Wojennych PRL; na prezesa Zarządu Głównego ZIW wybrano ponownie generała brygady Stefana Orlińskiego[2]

10–18 maja
- odbyło się spotkanie kierowniczej kadry armii UW na terenie Przykarpackiego OW, w ramach ćwiczenia z wykorzystaniem nowego uzbrojenia i sprzętu technicznego[2]

13–17 maja
- z wizytą w Polsce przebywał minister – koordynator do spraw obrony i bezpieczeństwa, szef sztabu Sił Zbrojnych Republiki Indonezji, generał doktor Abdul Haris Nasution z towarzyszącym mu zastępcą ministra do spraw policji, generałem Soeparno Soerjaatmadja[4][2]

27 maja
- z wizytą w Polsce przebywała delegacja Wojskowego Instytutu Historycznego Jugosłowiańskiej Armii Ludowej na czele z szefem Instytutu, bohaterem narodowym SFRJ generałem podpułkownikiem Petarem Brajowićem[2]

## Czerwiec
4 czerwca
- wprowadzono ochotniczą długoterminową służbę wojskową[1]

5 czerwca
- początek ćwiczeń z wojskami w północnej części kraju pod kierownictwem MON[1]

10 czerwca
- podniesiono banderę i nadano imię okrętowi podwodnemu ORP „Kondor”

25 czerwca
- na obchody 20-lecia Marynarki Wojennej PRL przybył do Gdyni z wizytą kurtuazyjną zespół radzieckich okrętów wojennych na czele z krążownikiem „Kirów” oraz zespół okrętów marynarki NRD[2]

30 czerwca
- odbyła się narada w sprawie przekazania Wojsk Obrony Wewnętrznej z dniem 1 lipca 1965 roku do Ministerstwa Obrony Narodowej[1]
- uchwalono ustawę o wyższym szkolnictwie wojskowym
- początek dwudziestego pierwszego rejsu szkolnego ORP „Iskra”

## Lipiec
- w Warszawie odbyła się odprawa szefów zarządów politycznych okręgów wojskowych i równorzędnych poświęcona omówieniu węzłowych problemów dotychczasowej pracy partyjno-politycznej w wojskach oraz wytyczeniu zadań na najbliższy okres[5]
- gen. dyw. Grzegorz Korczyński został powołany na stanowisko wiceministra obrony narodowej i głównego inspektora obrony terytorialnej[5]
- w Wojskowym Instytucie Medycyny Lotniczej w Warszawie rozpoczęto eksploatację wirówki przeciążeniowej dla ludzi[6]

1 lipca

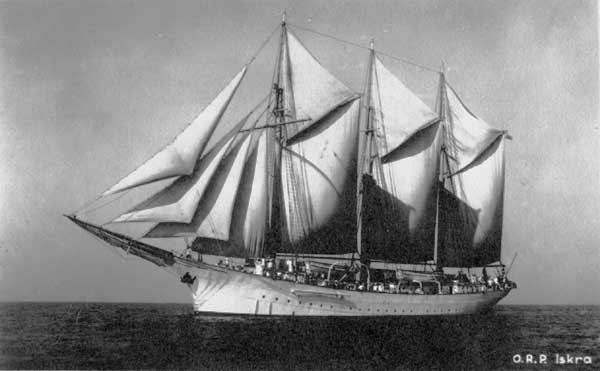
ORP „Iskra”

- jednostki KBW zostały włączone w skład SZ RP, z jednoczesnym przemianowaniem na Wojska Obrony Wewnętrznej

3–7 lipca
- w Finlandii przebywał z wizytą zespół polskich okrętów w składzie: niszczyciel „Wicher” i dwa trałowce[5]

16 lipca
- na koniec dwudziestego pierwszego rejsu szkolnego ORP „Iskra” zawinął do portu w Rostocku

28 lipca
- żołnierze Wojska Polskiego brali udział w akcji ratowniczej w związku z wybuchem „gejzera” ropy naftowej w powiecie Bochnia[5]

29 lipca
- początek dwudziestego drugiego rejsu szkolnego ORP „Iskra”

## Sierpień
17 sierpnia
- Prezydium Wojewódzkiej Rady Narodowej w Warszawie nadało Oficerskiej Szkole Lotniczej w Dęblinie złotą odznakę „Za zasługi dla województwa warszawskiego”[6]

27 sierpnia
- na koniec dwudziestego drugiego rejsu szkolnego ORP „Iskra” zawinął do portu w Leningradzie

31 sierpnia
- w Warszawie odbyła się odprawa kadry dowódczej Wojsk Obrony Wewnętrznej i Wojsk Ochrony Pogranicza[5]

## Wrzesień
1–11 września
- z wizytą w Polsce przebywał naczelny dowódca Sił Zbrojnych Finlandii, generał piechoty Jaakko Sakari Siemelius[5]

10 września
- odbyła się w Warszawie narada aktywu organów kontroli i rewizji wojska poświęcona podsumowaniu siedmioletniej działalności Głównej Kontroli Wojskowej i organów rewizji wojska[5]

13 września
- rozpoczęły się ćwiczenia z wojskami pod kierownictwem MON[1]

19 września
- w miejscowości Dys pow. Lublin odsłonięto pomnik ku czci lotników 1 pułku lotnictwa myśliwskiego „Warszawa” i 2 pułku nocnych bombowców „Kraków”, którzy w sierpniu 1944 po raz pierwszy wylądowali na wyzwolonej ziemi polskiej[5][6][7]

22 września
- rozpoczęły się ćwiczenia jednostek Obrony Terytorialnej na terenie powiatu płockiego[1]

## Październik
8 października
- obradował w Warszawie III Zjazd Związku Ociemniałych Żołnierzy PRL[5]

12 października
- ministrowie: obrony narodowej, szkolnictwa wyższego oraz oświaty wydali wspólne zarządzenie w sprawie ufundowania Nagrody im. Aleksandra Zawadzkiego[5]

13 października
- utworzono Inspektorat Powszechnej Samoobrony[1]

14–18 października
- z oficjalną wizyta w Gdyni przebywał norweski okręt wojenny „Haugesund”[5]

19 października
- na terytorium NRD rozpoczęły się ćwiczenia Zjednoczonych Sił Zbrojnych Układu Warszawskiego pod kryptonimem „Burza październikowa” (desant 6 DPD)[1]

23 października
- w związku z „rakietyzacją” sił zbrojnych Szefostwo Artylerii WP zostało przemianowane na Szefostwo Wojsk Rakietowych i Artylerii WP[5]

## Listopad
3 listopada
- w Wojskowej Akademii Politycznej im. F. Dzierżyńskiego odbyła się konferencja naukowa poświęcona problemom remilitaryzacji RFN[5]

7–12 listopada
- z wizytą w Polsce przebywał minister obrony Republiki Austrii doktor Georg Prader[5]

13 listopada
- w Szczecinie oddano do eksploatacji zaprojektowany przez wojskowych inżynierów Most Portowy na Kanale Parnickim[5]

24 listopada
- odbyła się doroczna odprawa szkoleniowa Zjednoczonych Sił Zbrojnych Układu Warszawskiego w Warszawie[1]

27–28 listopada
- w OSL w Dęblinie odbył się zjazd absolwentów z lat 1945–1964 oraz konferencja naukowa[6]

## Grudzień
- utworzono powiatowe, miejskie i dzielnicowe sztaby wojskowe[5]

3 grudnia
- w ZSRR zmarł generał brygady w stanie spoczynku Aleksander Romeyko, współorganizator i dowódca Lotnictwa Wojska Polskiego w latach 1947–1951[5][6][6][8]